# Jean-François Ogier
Pour les autres membres de la famille, voir Famille Ogier.
Jean-François Ogier (18 septembre 1703 - 23 février 1775 à Paris), dit le "Président Ogier", est un magistrat et diplomate français.

## Biographie
Il est le fils de Pierre-François Ogier (1665-1735), Receveur général du Clergé de France (1710-1726) et Grand Audiencier de France de 1711 à sa mort, seigneur d'Hénonville, Berville, Orly, Ivry et Puisieux, et de Marie-Thérèse Berger (1683-1722), issue de la vieille bourgeoisie parisienne. Jean-François avait plusieurs frères et sœurs, dont de Paul-Jean-Baptiste Ogier d'Ivry (1712-1773), conseiller du roi, qui succéda à son père dans sa charge de Grand Audiencier.
Le 4 septembre 1722, il fut reçu conseiller et commissaire aux requêtes du Palais du Parlement de Paris, en la seconde chambre.
Ogier fut président de la seconde Chambre des Requêtes de 1729 à 1745, puis devint président honoraire au Parlement de Paris.
Il a été contraint à l'exil pendant plusieurs mois (avec d'autres membres du Parlement) pour sédition contre le cardinal de Fleury en 1732. En 1744, il a été nommé Surintendant de la Maison de Madame la Dauphine, et cette même année, comme marguillier, il a supervisé la construction d'un orgue pour l'église de l'Île Saint-Louis. Son père avait acheté en 1709 le prestigieux hôtel de Lauzun, dont Jean-François hérita et qu'il revendit en 1764 pour s'installer dans la rue Notre-Dame-des-Champs.
Le 9 mars 1737, il épousa par contrat Guyonne-Marie Cavelier (1703-1790), veuve de Jacques Jametz de La Rivaudais, maître ordinaire en la Chambre des comptes de Paris, fille de Siméon Cavelier, seigneur d'Igoville, président en la Cour des aides de Normandie, et de Guyonne Vincent de Bassablons. Amie personnelle des grands écrivains normands Fontenelle et Cideville, elle animait un "bureau de bel esprit" à Paris.
Ogier fut désigné par Louis XV comme émissaire et envoyé à Ratisbonne en 1752, mais il déclina cette proposition. L'année suivante, le 3 septembre, il a été nommé ministre plénipotentiaire à la Cour de Danemark à Copenhague, un poste qu'il a occupé jusqu'en 1766. En 1755, à la demande du ministère danois, satisfait de ses services, il obtint le caractère d'ambassadeur.
Pendant la guerre de Sept Ans, il fut chargé par le ministre français de la Marine pour organiser des flottes sous pavillon neutre danois afin d'envoyer des fournitures et des munitions aux forces françaises au Canada et à la lutte contre les colonies françaises. En 1766, il rentra en France et fut nommé Conseiller d'État, poste qu'il occupa jusqu'à son décès, et fut actif sur la scène politique. En 1768, il fut nommé commissaire du roi auprès des États extraordinaires de Saint-Brieuc pour régler plusieurs contentieux, après le conflit virulent ayant opposé la province à son gouverneur, le duc d'Aiguillon.

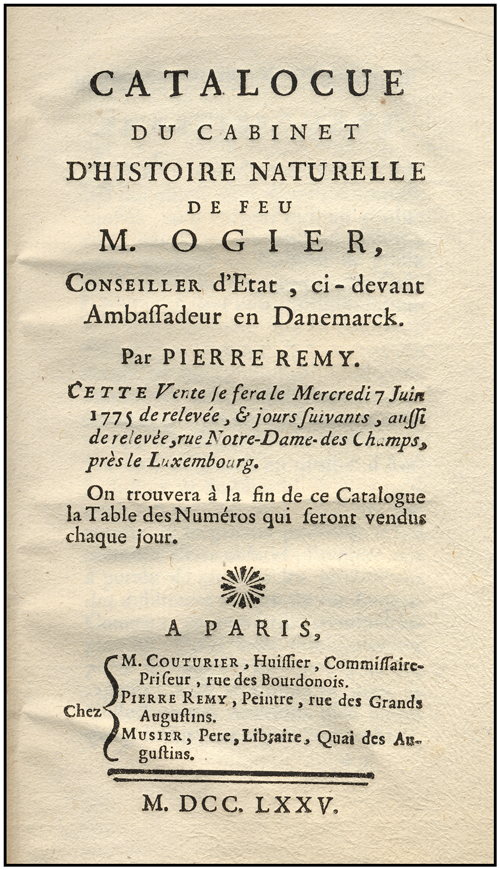
Catalogue du cabinet d'Ogier.

Amateur de sciences, il avait accumulé une importante collection de spécimens de minéraux de Norvège, d'Islande et les îles Féroé, complétés par des spécimens provenant du Harz, Freiberg et d'autres localités du nord européen. Après sa mort, sa collection minérale fut vendue aux enchères à Paris et le catalogue de cette vente décrit 134 lots de spécimens de minéraux ainsi que 163 obus et autres objets.
Ogier est le sujet d'une épître dans les mémoires secrets de Bachaumont, sous le nom Épître à M. le Président Ogier, sur sa mission en Bretagne.

## Sources
- Pierre Remy, Catalogue du cabinet d'histoire naturelle de feu M. Ogier, conseiller d'État, ci-devant Ambassadeur en Danemarck, 1775
- Édouard de Barthélemy, Histoire des relations de la France et du Danemarck sous le ministère du comte de Bernstorff, 1751-1770, 1887
- André Borel d'Hauterive, Annuaire de la pairie et de la noblesse de France et des maisons souveraines de l'Europe et de la diplomatie, Volume 4, 1846
- Michel Popoff, Prosopographie des gens du Parlement de Paris (1266-1753): d'après les ms Fr. 7553, 7554, 7555, 7555 bis conservés au Cabinet des manuscrits de la Bibliothèque nationale de France, 1996
- Chanoine René Baret, « L’exil de Jean-François Ogier, Président de chambre au Parlement de Paris. Un drame politique et familial (janv. 1732-mars 1733) », Province du Maine, 4ème série, t. IV (1975), p. 233-245 et 376-393.
- Chanoine René Baret, « Jean-François Ogier, Ministre, puis Ambassadeur de France au Danemark de 1753 à 1766. Quelques lettres à sa famille (1757-1770) », Province du Maine, 4ème série, t. V (1976), p. 25-43.
- Matthieu Thermed, « La représentation diplomatique au risque des amitiés indigènes : le cas de Jean-François Ogier, ambassadeur de Louis XV au Danemark (1753-1766) », in Amélie Balayre, Claire Le Bras, Marie-Cécile Pineau, Nathan Rousselot (dir.), Le diplomate en représentation (XVIe – XXe siècle), Rennes, PUR, 2021, p. 125-137.